# La Frontera (banda)
 La Frontera es un grupo de rock español, heredero musical directo del "outlaw", "country rock" y "americana roots" de los EE. UU.,creado a mediados de los años ochenta (1985); llegados al panorama musical cuando "la movida" estaba en su decadencia. Liderado por Javier Andreu y Toni Marmota. Durante 30 años, atravesaron las autopistas y carreteras secundarias del panorama nacional, y en algunos casos, al otro lado del "charco"; aunque en su mayoría, contra viento y marea, les mantuvo como una "rareza" en los círculos musicales y en las radios. Donde siempre se reivindicaba más los éxitos pop de influencias AOR y del indie - con el inglés por norma - que una propuesta cantada en castellano de un estilo musical considerando netamente americano: country & rock.

## Biografía
La banda fue fundada en 1984 por Javier Andreu (voz), Tony Marmota (bajo), José Bataglio (batería), Quino Maqueda (guitarra) y Rafa Hernández (guitarra), un grupo de amigos, estudiantes de publicidad, que se habían conocido en la Facultad de Ciencias de la Información de Madrid y que formaban parte de bandas como La Visión u Octubre. En un principio se harían llamar Las Muñecas Repollo, nombre que pronto fue sustituido por el título de una de las primeras canciones, La Frontera a sugerencia del crítico de rock Jesús Ordovás.
Tras ganar el festival Villa de Madrid de 1984 con su "Duelo al sol" y conseguir el primer premio, Rafa Hernández abandona el grupo para fundar con sus compañeros de Octubre y los ex Números Rojos Guille y Fernando Martín el grupo Desperados. La Frontera editaron en 1985 su primer LP titulado "La Frontera", un disco con canciones como "La ley de la horca", "Pobre tahur" o "Cuatro Rosas Estación", además de una adaptación de "Viva Las Vegas".
Tras el buen sabor de boca del primer LP, en 1986 grabaron "Si el wisky no te arruina las mujeres lo harán" donde temas como "Volverán los buenos tiempos", "Judas el Miserable" o "La ciudad", se mezclaban con baladas.
Su tercer trabajo fue "Tren de medianoche", un disco con temas como "Mi Destino", "Siete Calaveras" o "Siempre hay algo que Celebrar". En este tercer LP no estuvo presente Toti Árboles que sí colaboró en el segundo y volvería después en el trabajo discográfico que les hizo conocidos al público en general como fue el "Rosa de los Vientos" con canciones que sonaron por todas las emisoras españolas, como "El Límite" , "Juan Antonio Cortés" o "Nacido para volar", o el tema que dio nombre a este álbum, "Rosa de los Vientos", cosechando gran éxito y siendo uno de los grupos punteros del panorama musical de finales de los ochenta y principio de los noventa.  "Bueno, lo que yo quería en ese momento era apartarme un poco de la imagen en la que nos habían encasillado, la de grupo vaquero, de rock vaquero. Ahí saqué todas mis armas del alma, más relacionadas con David Bowie y con la música pop, en lugar de las armas del rock and roll. [...] Después de tres años de entrevistas y de que me dijeran "country, country, country", había llegado la hora de que demostrase que me gusta más Nick Lowe que otra cosa." Javier Andreu.
Tras este éxito con el cuarto LP volvieron en 1991 con "Palabras de Fuego". De este disco sonó "Hambre de tu Amor", "Solos tú y yo" e incluye "Viento Salvaje" que parece una continuación de la historia que contaron en "Cielo del Sur".
En 1992 llegó el LP "Capturados Vivos", grabado en un concierto que dieron en la Plaza Sony de la Expo92 de Sevilla, donde la voz de Javier Andreu se unió a la fuerza en la música acompañada con temas como "Lluvia", "Aunque el tiempo nos separe" y muchos más, que hicieron de este directo una recopilación de lo que había sido La Frontera desde sus inicios. En el disco aparecen Guille Martín a la guitarra, recién salido de Desperados y Ñete de Nacha Pop a la batería. Después de esto estuvieron dos años de giras por todo el país; para entonces Quino Maqueda ya había abandonado el grupo.
En 1994 sacaron al mercado su sexto trabajo, "La rueda de las armas afiladas", que grabaron en Londres y no gozó de la suficiente promoción como para ser un gran disco en lo que a ventas se refiere. En este disco hubo cambios en la banda como fueron Javier Pedreira a la guitarra y Mario Carrión a la batería, y por supuesto siguieron las dos almas del grupo, Javier Andreu y Toni Marmota.
Tras este pequeño descalabro volvieron a la fórmula del directo en este caso en forma de básico, "Siempre hay algo que celebrar" título sacado de una canción del mismo nombre y que incluyen en el nuevo disco. Incluyen 4 temas inéditos de los que destacan "Tu vida en un papel" y "Pedro el Gitano".
Tuvieron un parón importante hasta el año 2000 cuando sacaron "Nuevas Aventuras", del que destaca la canción de la Pepsi "No vuelvas si ella", "Aleluya" y "Los amigos de la calle", no estando este disco a la altura de los anteriores debido a problemas de productoras que no les dejaron prepararlo como ellos hubiesen querido.
A pesar de no vender lo que ellos hubieran deseado siguieron en contacto con sus fanes con la fórmula del directo. A pesar de algunos parones y discos en solitario como el “Libro de Cuentos” de Javier Andreu (1999), La Frontera nunca se ha retirado del panorama musical español.
En 2003 se incorporan a la banda dos nuevos guitarristas, procedentes de una banda madrileña que un día Javier Andreu fue a verlos en directo y les propuso unirse al nuevo proyecto de La Frontera; el grupo es Garaje Jack y estos miembros son Óscar Rama y Nico Álvarez, dando un sonido más guitarrero y sureño a La Frontera. A finales de este año ya está a la venta “Tú Revolución”, donde vuelven al sonido de antaño además de continuar en algunos temas con la línea de sus últimos trabajos. Se le da cierta promoción en Cadena 100 y otras emisoras de radio. Para entonces ya habían roto con su anterior representante siendo llevados hasta la fecha por Music Bus.
En 2005 lanzan al mercado el disco “20 años y un día”, una selección de temas de toda la carrera del grupo (grabados de nuevo, con los componentes actuales del grupo) y algunos temas nuevos. En este trabajo resumieron esos 20 años que llevan en la música.
En febrero de 2011 publican "Rivas Creek", trabajo que se compone de 11 temas y un tema extra, compuesto en su totalidad por el líder del grupo Javier Andreu. Este trabajo supone un regreso a sus raíces con su típico sonido fronterizo, además de temas muy personales. Y para presentar al disco se lanzan a un gira por toda España, en locales pequeños.
2014 marca el 30 Aniversario de la fundación de La Frontera, por lo que la editorial Quarentena Ediciones publica el libro "La Frontera. Palabras De Fuego (Conversaciones con Javier Andreu)". Un año después, en 2015, llega el 30 Aniversario de la publicación de su primer disco. Tras la salida de Nico, se incorporan Harry Palmer a la guitarra, Angelo Mancini a la trompeta y Charlie Fierro al piano y teclados (que ya tocase en el mítico "Capturados Vivos"). El grupo vuelve a Universal Music y el 2 de junio se edita el Pack 2CD+DVD “30 Años en el Límite” del concierto grabado en la sala El Sol en febrero del mismo año. En mayo el grupo comienza una gira de más de 20 conciertos para celebrar sus 30 años en los escenarios.

## Discografía
- Duelo al sol (Single) (1985)
- La frontera (1985 - Polydor)
- Si el whisky no te arruina, las mujeres lo harán (1986 - Polydor) #8 [ 2#Oro ]
- Tren de medianoche (1987 - Polydor) #4 [2#Oro]
- La frontera (Recopilatorio) (1988)
- Rosa de los vientos (1989 - Polygram) #1 [3#Pl]
- El límite (Recopilatorio)
- Palabras de fuego (1990 - Polydor)
- Capturados vivos (1992 - Polydor) #3 [2#Pl]
- La rueda de las armas afiladas (1994 - Polydor)
- Siempre hay algo que celebrar - (Concierto básico) (1996 - Polydor)
- No vuelvas sin ella (EP) (2000) #14 [1#Oro]
- Nuevas aventuras (2000 - Zero Records)
- Tu revolución (2003 - Universal)
- Cazador (EP) (2004)
- No soy de aquí (EP) (2005)
- 20 años y un día (Recopilatorio) (2006 - Music Bus)
- Rivas Creek (2011 - Peer Music) #11 [1#Oro]
- 30 años en el límite (2CD + 1DVD) (2015 - Universal Music Group)

## Enlaces
- Sitio web oficial
- La Frontera en X (antes Twitter)
- La Frontera en Facebook

- Datos: Q9018558